# Садово-парковий комплекс «Вадейків»
53°43′31″ пн. ш. 24°46′07″ сх. д. / 53.725192° пн. ш. 24.768483° сх. д.
Садово-парковий комплекс «Вадейків» (біл. Сядзібна-паркавы комплекс Вадэйкаў) — пам'ятник дерев'яного зодчества початку XX ст. Садибний будинок створений у 1935 році в с. Галавічполе (Щучинський район).

## Історія
При тому, що цю споруду називають «будинком Вадейків», насправді будинок побудував Єжи Івановський. Саме він у 1930 році успадкував половину Головічполя, а Вадейкам на той час належала друга половина. Після Єжи Івановський на місці згорілого строго дерев'яного побудував новий будинок. А спроектував його білоруський архітектор Леон Вітан-Дубейковський. Одночасно з будівництвом будинку Єжи Івановський посадив новий сад на 10 га.
У радянські часи будинок став шкільним інтернатом, а потім належав парафії костелу у Старих Васілішках. Використовується як католицька каплиця.